# Issa Baradji
Issa Baradji (* 15. Juni 1995) ist ein französischer ehemaliger Fußballspieler.

## Karriere
Baradji begann seine Karriere bei EA Guingamp, wurde dort in der ersten Mannschaft jedoch nicht eingesetzt. 2013 wechselte er zum AC Ajaccio und wurde zunächst in der zweiten Mannschaft eingesetzt. Am 23. März 2014 gab Baradji sein Debüt in der Ligue 1, als er in der 66. Minute eingewechselt wurde. Den 1:2-Rückstand gegen den FC Valenciennes drehte Baradji durch seine Tore in der 87. und 90. Minute in einen 3:2-Sieg für Ajaccio. Mit seinem Doppelpack gelang Baradji ein sehr guter Einstand in der Ligue 1.
Seit 2015 spielt er für Royal White Star Brüssel.